# Bandera de las Islas Baleares
La bandera de las Islas Baleares es la bandera de la comunidad autónoma española de las Islas Baleares, oficializada en el Estatuto de 1983. Está basada en la bandera del antiguo reino de Mallorca, que a su vez proviene de la tradicional señera, bandera de la corona de Aragón. Actualmente es, junto al escudo, uno de los símbolos oficiales de la comunidad autónoma.

## Legislación y diseño
La oficialidad de la bandera está incluida en el Estatuto de Autonomía de las Islas Baleares aprobado en 1983 por la ley orgánica 2/1983 y reformado por las leyes orgánicas 9/1994 y 3/1999, aunque sin alterar el articulado que definía la bandera de la comunidad: 

Artículo 4º. 1. La bandera de las Islas Baleares, integrada por símbolos distintivos legitimados históricamente, estará constituida por cuatro barras rojas horizontales sobre fondo amarillo, con un cuartel situado en la parte superior izquierda de fondo morado y con un castillo blanco de cinco torres en medio. 

2. Cada isla podrá tener su bandera y símbolos distintivos propios, por acuerdo del consejo insular respectivo.

El último Estatuto de Autonomía, de 2007, mantenía la misma redacción del artículo para definir la bandera, aunque éste pasaba a ser el 6.º artículo.
El gobierno autónomo no especifica tintes específicos para las tonalidades de la bandera, de modo que los tonos de amarillo, rojo y morado suelen variar, si bien este último se muestra habitualmente en tonalidad oscura. Del mismo modo, el diseño del castillo no está definido, por lo que prevalecen algunos con leves diferencias entre sí, como su tamaño respecto al cuartel o los detalles de su mazonado. Generalmente se representa el castillo como un muro sobre el que se superponen las cinco torres, de las cuales la torre central suele ser más alta.
El Anteproyecto de Estatuto de Autonomía de Baleares de 1931 formulado durante los años de la Segunda República española aunque finalmente no aprobado, solo llegó a establecer en su artículo 3.º que «la bandera de la región es la del antiguo Reino de Mallorca». No obstante, la antigua bandera del reino de Mallorca era la correspondiente a la ciudad de Palma, con dos castillos sobre fondo azul. Las actuales banderas oficiales de Baleares y Mallorca son creaciones modernas basadas en la mencionada bandera de Palma y no siguen las reglas de la heráldica (uso de color morado y castillo girado en el caso de Mallorca).

## Historia

Posible bandera del contingente de Madîna Mayûrqa.

Poco se sabe de las enseñas de las islas durante su época taifal. Fuentes antiguas que describen la conquista del posterior reino relatan en el bando de batalla musulmán una enseña partida roja y blanca. La conquista de Mallorca por el rey Jaime I en 1229 y los textos que relataron la gesta sostienen varios signos (escudos o estandartes) de entre los que se apropiaron de la isla: el rey en sí, con sus habituales barras rojas sobre amarillo, así como la los contingentes pisanos y genoveses y posiblemente otras enseñas religiosas y nobiliarias. Se dice también que la autorización papal de la conquista impuso una enseña roja sobre el conjunto. 

El resultado de esta bandera surgiría de un oscurecimiento del posible portulano sobre el que se basó el autor.

De la década de los 1380 data el llamado Libro del conocimiento que da noticia de una enseña que muestra bastones alternados verdes y negros, aun cuando hacía ciento cincuenta años aproximadamente que el territorio insular había pasado a formar parte de la corona de Aragón. Es probable que la confusión se deba a un error de identificación de los colores originales de la bandera. El autor dibujó y describió la enseña: 

Sallí d'esta Brischan e pasé a la isla de Mayorcas en la cual es una noble cibdat e rica, e abondada. El rey d'ella á por señales bastones verdes e prietos.

Enseña del rey de Aragón.

La consecuencia inmediata de la conquista de la isla, y posteriormente, del resto del archipiélago, fue la instauración de instituciones peninsulares, sobre todo catalanes, y la definición del nuevo territorio como reino, adoptando así la enseña del rey, Jaime I el Conquistador. El número de barras de la señera (o palos en los escudos) permanece aún variable. 

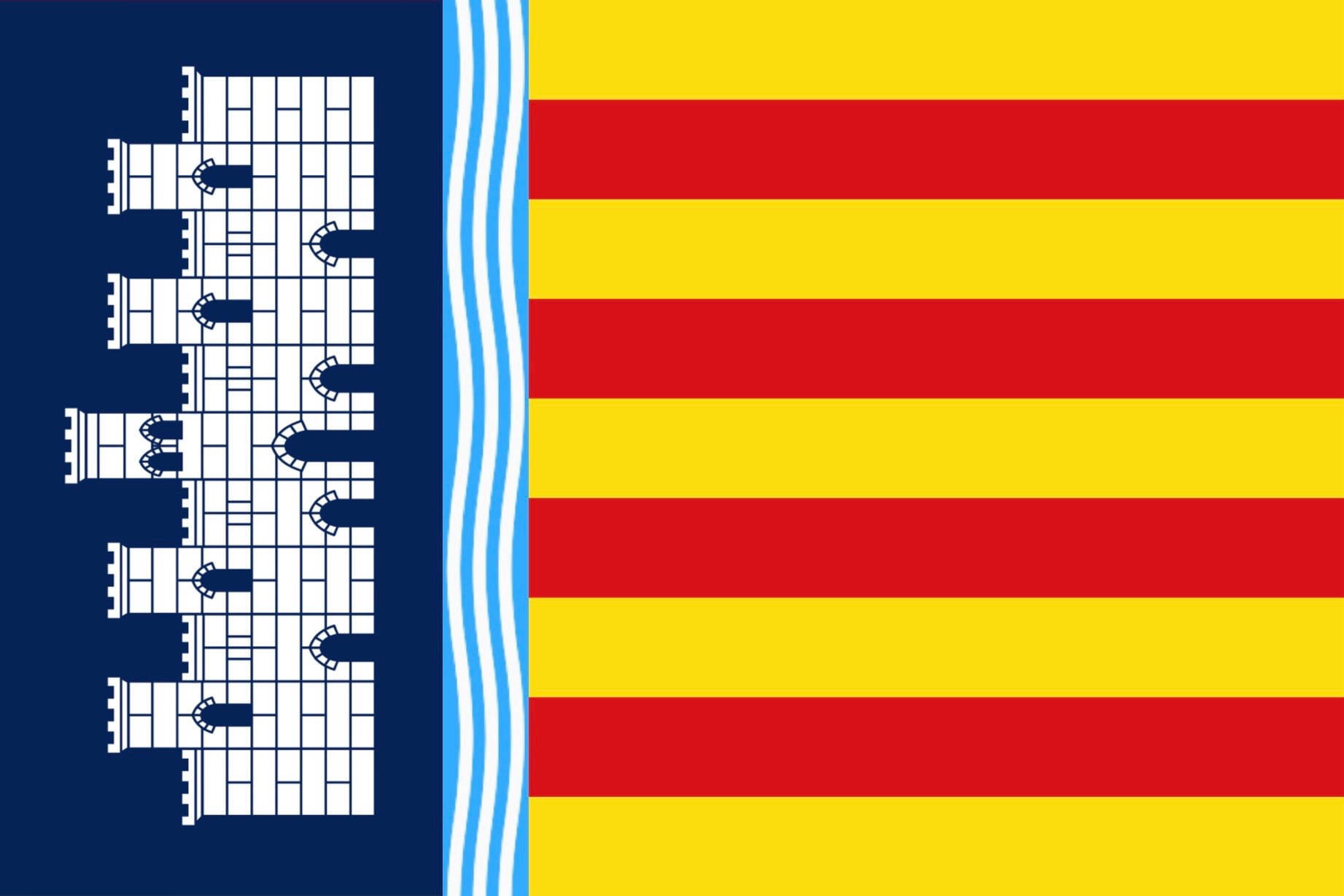
Reconstrucción de la bandera del rey Jaime I.

De 1269 data la concesión de Jaime I del primer sello a los Jurados de la Ciudad y Reino:

«convinent cosa sia e acordable a rahó quascuna Ciutat segel propri de comunitat aver. Un segell que dela una part sia lo senyal nostre e en l'altre part lo senyal del Castel nostre dela Almudayna de Malorques»

Es decir, el sello debía estar formado con las armas del rey de Aragón, en una cara y en la otra la representación del castillo de la Almudaina (Palacio Real de la Almudaina) salpicado por las olas del mar.
Posteriormente, en 1312 el rey Sancho I de Mallorca segundo rey privativo de Mallorca otorga una enseña seguramente igual o similar a la anterior, mediante un texto que concede más detalles:

«Sancho, por la gracia de Dios rey de Mallorca, conde del Rossellón. A sus fieles Jurados de Mallorca. Vuestros embajadores han comparecido ante nuestra presencia y pidieron a nos que nos dignásemos a conceder a la Universidad, Ciudad y Reino de Mallorca una enseña para ostentarla en los pendones y otras banderas. Concedemos una enseña, esto es que en la parte inferior tenga nuestro blasón real de los palos signum nostrum regale bastonatum, y en la superior la figura del Castillo en blanco sobre morado signum castri albi positi in livido, la cual vuestros embajadores hicieron pintar sobre papel y os la trasmiten: queriendo y estableciendo que tal sea vuestra enseña y la de todo el Reino de Mallorca. Dado en Montpeller a 19 días antes de las Kalendas de Enero del año del Señor 1312»

A principios del siglo XX, el color livido condujo a la discusión sobre la definición de a qué color se refería el documento. Algunos estudiosos de la época consideraron que se trataba de morado —origen del color de la bandera actual— si bien, debido a la tradición heráldica y las muestras del señal en escudos labrados o pintados favorecen la interpretación de ese color como azul (azur). 
Esta bandera fue ampliamente usada para identificar las embarcaciones del reino, para diferenciarse de las naves catalanas. Tras reintegrarse el reino en la corona de Aragón (invasión definitiva del por parte de Pedro IV de Aragón en 1343), es muy probable que disminuyera el uso de la bandera, si bien siguió reproduciéndose en mapas y portulanos.
Cuando en 1907 el Ayuntamiento de Palma quiso recuperar la bandera de Mallorca, lo hizo a partir de la descripción de la real carta del rey Sancho I, aunque, en lugar de colocar los tres palos de la Casa de Mallorca, colocó los cuatro palos de los reyes de Aragón.

## Banderas insulares

Bandera de Ibiza
Bandera de Formentera
Bandera de Mallorca
Bandera de Menorca